# Панкеев, Николай Матвеевич
Никола́й Матве́евич Панке́ев (1857—1922) — алёшковский городской голова, член Государственной думы 3-го и 4-го созывов от Таврической губернии.

## Биография
Православный. Сын купца, личный дворянин. Братья Алексей, Епифан и Константин — также купцы, племянник Сергей известен как пациент Зигмунда Фрейда.
Окончил Одесское коммерческое училище (1874) и Рижское политехническое училище по сельскохозяйственному отделению (1879). Был одним из основателей русской студенческой корпорации Borysthenia.
По окончании института один год занимался практикой в имении своего отца в Днепровском уезде Таврической губернии. Затем выдержал офицерский экзамен при Михайловском артиллерийском училище, служил в артиллерии и вышел в отставку в чине поручика. В 1882—1884 годах заведовал имением отца. Был совладельцем паровой мукомольной мельницы в Каховке и лесопильного завода, владел двумя домами в Таврической губернии и домом в Херсоне.
Занимался общественной деятельностью. Избирался гласным Днепровского уездного земского собрания, почетным мировым судьей Днепровского уезда и гласным Алёшковской городской думы. Два трехлетия был членом Днепровской уездной земской управы, а в 1894—1898 годах — алёшковским городским головой. Кроме того, состоял мировым судьей 2-го участка Днепровского уезда (1885—1892), членом уездного училищного совета и частным поверенным. Дослужился до чина статского советника (1911). После провозглашения Октябрьского манифеста вступил в Конституционно-демократическую партию.
В 1907 году был избран членом III Государственной думы от 1-го съезда городских избирателей Таврической губернии. Был казначеем и секретарем конституционно-демократической фракции. Состоял товарищем председателя комиссии о торговле и промышленности (с 4-й сессии) и членом согласительной комиссии.
В 1912 году переизбран в Государственную думу. Был казначеем конституционно-демократической фракции. Также входил в Прогрессивный блок. Состоял членом комиссий: бюджетной, финансовой, по торговле и промышленности, распорядительной и о местном самоуправлении.
Во время Февральской революции был казначеем Временного комитета Государственной думы. В августе 1917 года участвовал в Государственном совещании в Москве, затем входил во Временный совет Российской республики, где был товарищем председателя комиссии по распорядительным делам.
Умер в 1922 году. Похоронен в Алёшках. Его вдова Вера Ивановна (1861—1930) похоронена там же, до революции была председательницей Алешковского благотворительного общества. Имел шестеро детей. Один из них — Михаил (ум. 1954), в Первую мировую войну — подпоручик 8-го Туркестанского стрелкового полка, участник Белого движения в составе ВСЮР и Русской армии, галлиполиец, в эмиграции во Франции.